# Campionato sudamericano maschile di pallavolo 1979
Il XIII campionato sudamericano maschile di pallavolo si è svolto nel 1979 a Rosario, in Argentina. Al torneo hanno partecipato 7 squadre nazionali sudamericane e la vittoria finale è andata per la dodicesima volta, la settima consecutiva, al Brasile.

## Squadre partecipanti
- Argentina
- Brasile
- Cile
- Perù
- Paraguay
- Venezuela
- Uruguay

## Classifica finale
| Classifica | Squadre   |
| ---------- | --------- |
|            | Brasile   |
|            | Venezuela |
|            | Paraguay  |
| 4          | Cile      |
| 5          | Argentina |
| 6          | Perù      |
| 7          | Uruguay   |